# Santuario del Noce
Il santuario del Noce è un luogo di culto cattolico che si trova a Camposampiero. Risalente al XV secolo, è dedicato a sant'Antonio di Padova.

## Storia
È generalmente riconosciuto che il Santo soggiornò a Camposampiero dal 19 maggio 1231 (circa), al 13 giugno dello stesso anno, data della sua morte.
Durante il soggiorno, Sant'Antonio dimorava in un cella presso la vicina chiesa di San Giovanni, mentre era solito predicare presso un vicino noce, da una struttura edificata sui rami dell'albero stesso, dal conte Tiso VI.
Nonostante sia possibile ipotizzare un'antecedete presenza di un sacello commemorativo delle prediche del Santo, la prima costruzione si deve al conte Gregorio Callegari da Camposampiero che fece erigere nel 1432 un piccolo santuario nel contesto di una complessiva opera di restauro della vicina chiesa di San Giovanni e dell'attiguo convento.
Una ventina-trentina d'anni dopo, probabilmente dopo la morte dell'albero, la struttura venne allungata in direzione Nord e venne collocato l'altare dove, secondo la tradizione, si trovava il noce e dove si trova ancora oggi.
Il santuario venne consacrato il 23 maggio 1604 dal vescovo di Caorle Lodovico de Grigis.
Nel 1865, la struttura venne ulteriormente prolungata verso Nord, aggiungendo un'abside con funzione di sagrestia.
Dopo il passaggio dell'area della chiesa di San Giovanni e del convento al comune di Camposampero (1854), nel 1864 si procede ad alcuni interventi di restauro: risistemazione tetto e mura perimetrali, intonacata la facciata e ricostruzione della sacrestia.
L'ultimo intervento all'edificio, ad opera dell'ingegner Augusto Zardo, avvenne negli anni 1901-1902 e vide l'edificazione nella facciata: del protiro, delle piccole guglie, di una torretta con la Statua di Sant'Antonio e la decorazione con archetti pensili. Allo stesso intervento è da far risalire demolizione dell'abside, affetta da problemi strutturali, e la sua ricostruzione con forma semiottagonale.
Il santuario si trova oggi alla fine di un lungo viale alberato di noci e tigli, che parte dal Santuario della Visione.

## Il prodigio del frumento calpestato
Secondo la tradizione, nel corso del suo soggiorno a Camposampiero sant’Antonio era solito predicare presso l’albero di noce.
Essendo nota la sua fama, gli abitanti della zona accorrevano numerosi a sentire le sue parole, calpestando e danneggiando le spighe di frumento coltivate nei campi nei pressi dell’albero, ormai prossime alla raccolta. 
Il contadino che coltivava quei terreni, alla vista del disastro se la prese con il Santo, il quale lo pregò di avere fede e di tornare la mattina seguente. ll giorno dopo, al ritorno, il contadino trovò il frumento intatto.
All’interno del Santuario del Noce questo episodio è rappresentato da uno degli affreschi della prima campata, parete sinistra.
Il riquadro rappresenta in primo piano il Santo intento a predicare dal noce davanti ad un gruppo di fedeli, in secondo piano altri fedeli accorrono calpestando i campi di grano.
L'affresco è accompagnato dalle seguenti parole:
Questo evento viene sovente descritto come prodigio o miracolo del grano calpestato. Assieme a la visione, questo rappresenta il secondo episodio prodigioso attribuito al Santo nel corso del suo soggiorno a Camposampiero.
Questo episodio non rientra nelle narrazioni di nessuna delle bibliografie ufficiali del Santo, il primo a parlarne sarà Bernardino Scardeone, nella seconda metà del XVI secolo.

## Descrizione

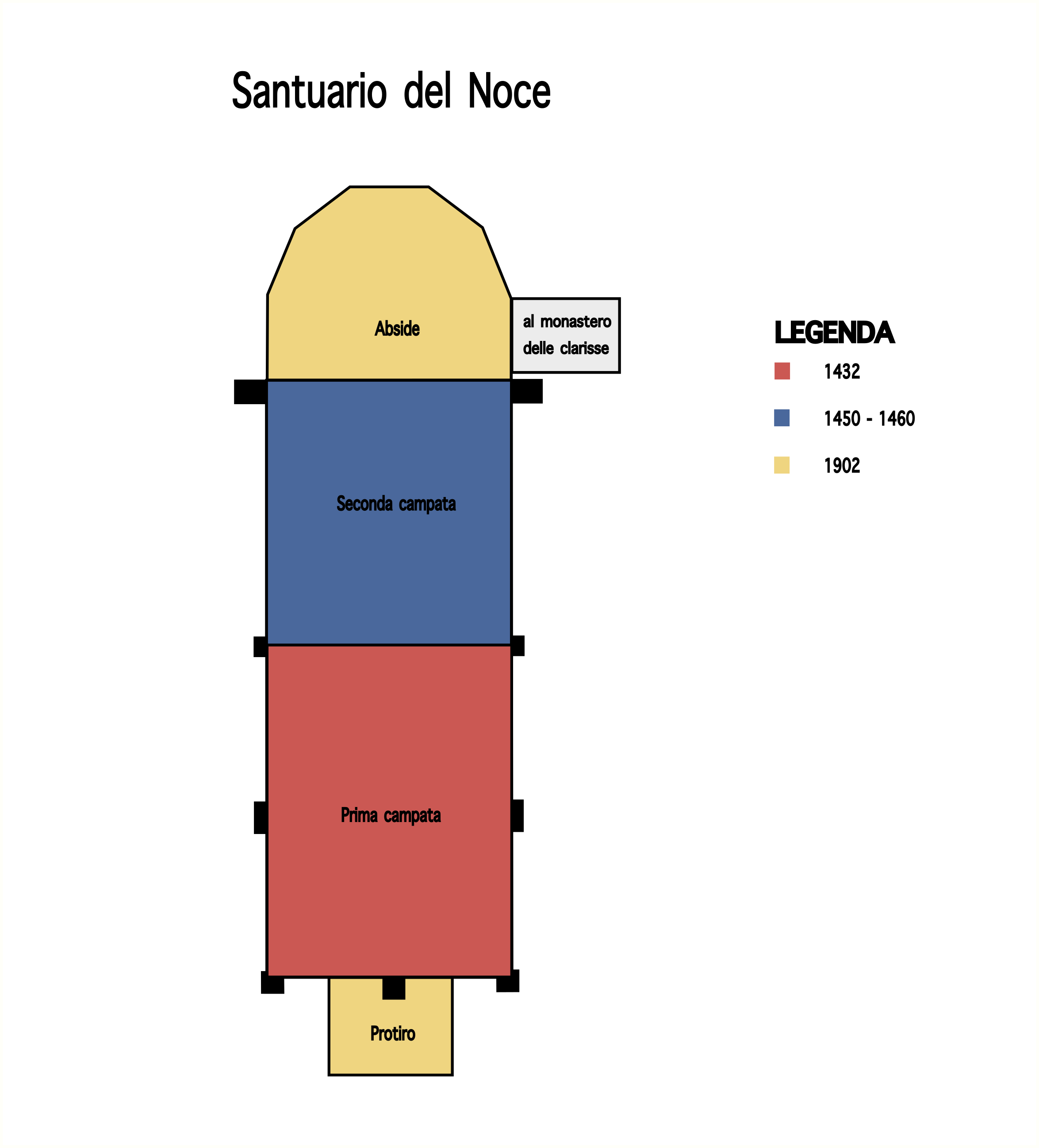
Planimetria Santuario del Noce con date interventi costruttivi

### Esterno
La facciata del santuario si presenta semplice, con mattoni a vista, due finestrelle ad arco e due pilastri agli angoli che la innalzano lateralmente. In questo modo essa rispetta lo stile francescano, il quale predilige la sobrietà alla decorazione.
Il portale, è protetto da un protiro con colonne a capitelli a paniere arabescati ed è sovrastato da una lunetta.
Essa presenta un affresco risalente al 1500, di probabile attribuzione a Girolamo Tessari, che raffigura la Vergine Maria con il Bambino Gesù, tra San Girolamo e Sant' Antonio.
Il portone di ingresso reca l'emblema della Croce antoniana (o croce ghirlandata) e lo stemma dell'Ordine Francescano.

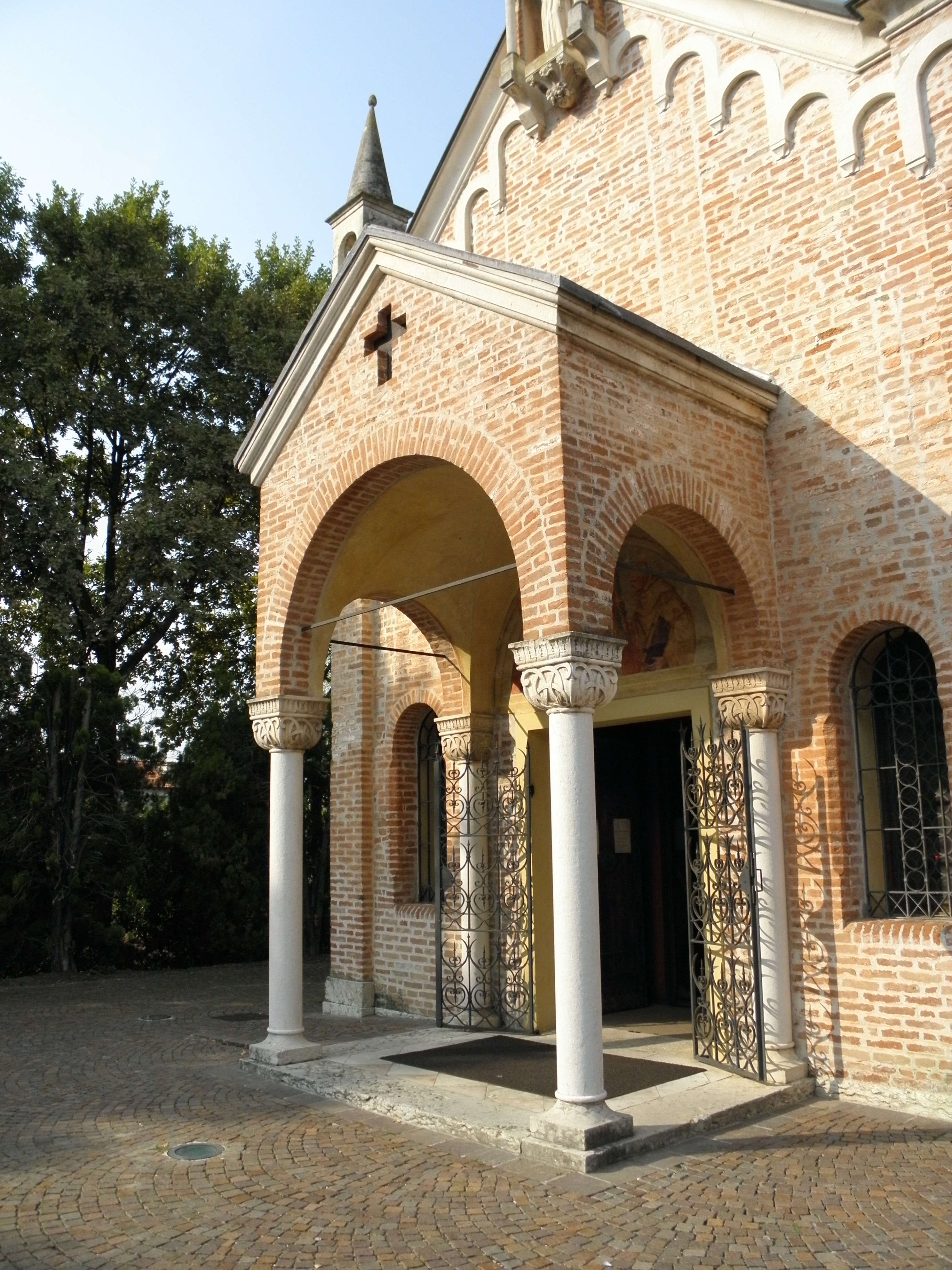
Protiro
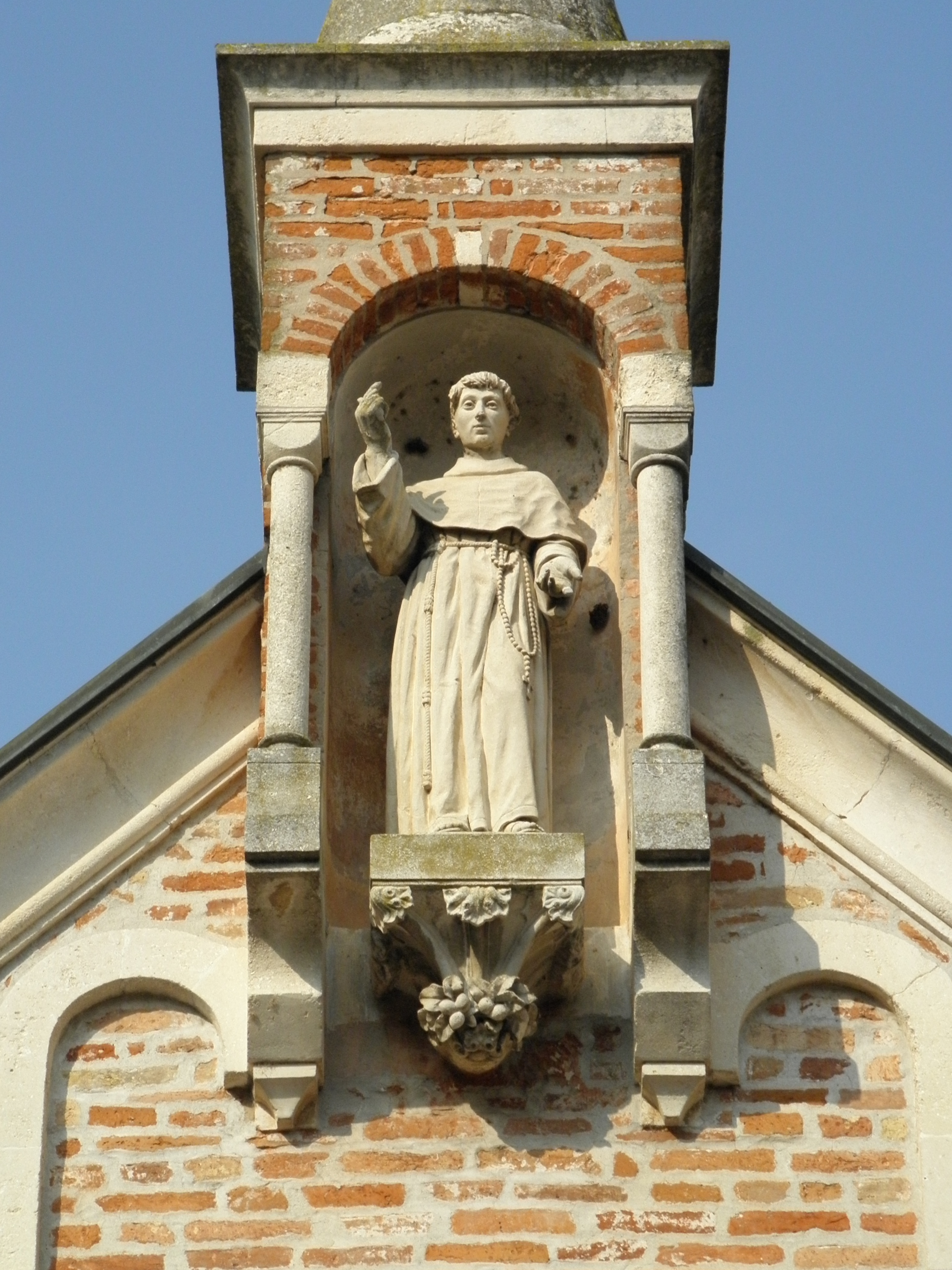
Statua di Sant'Antonio sulla facciata
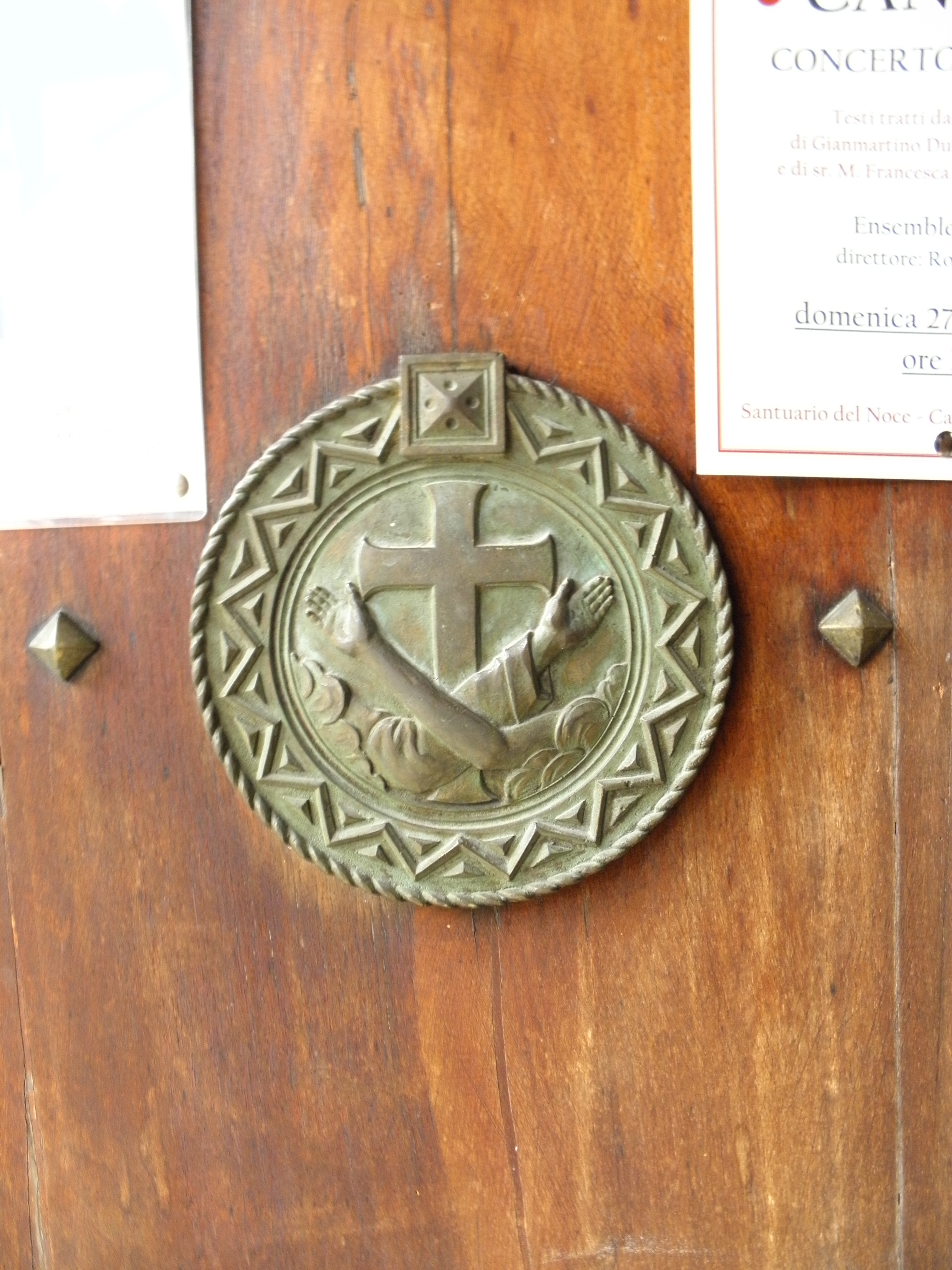
Stemma dell'Ordine francescano sul portone di ingresso
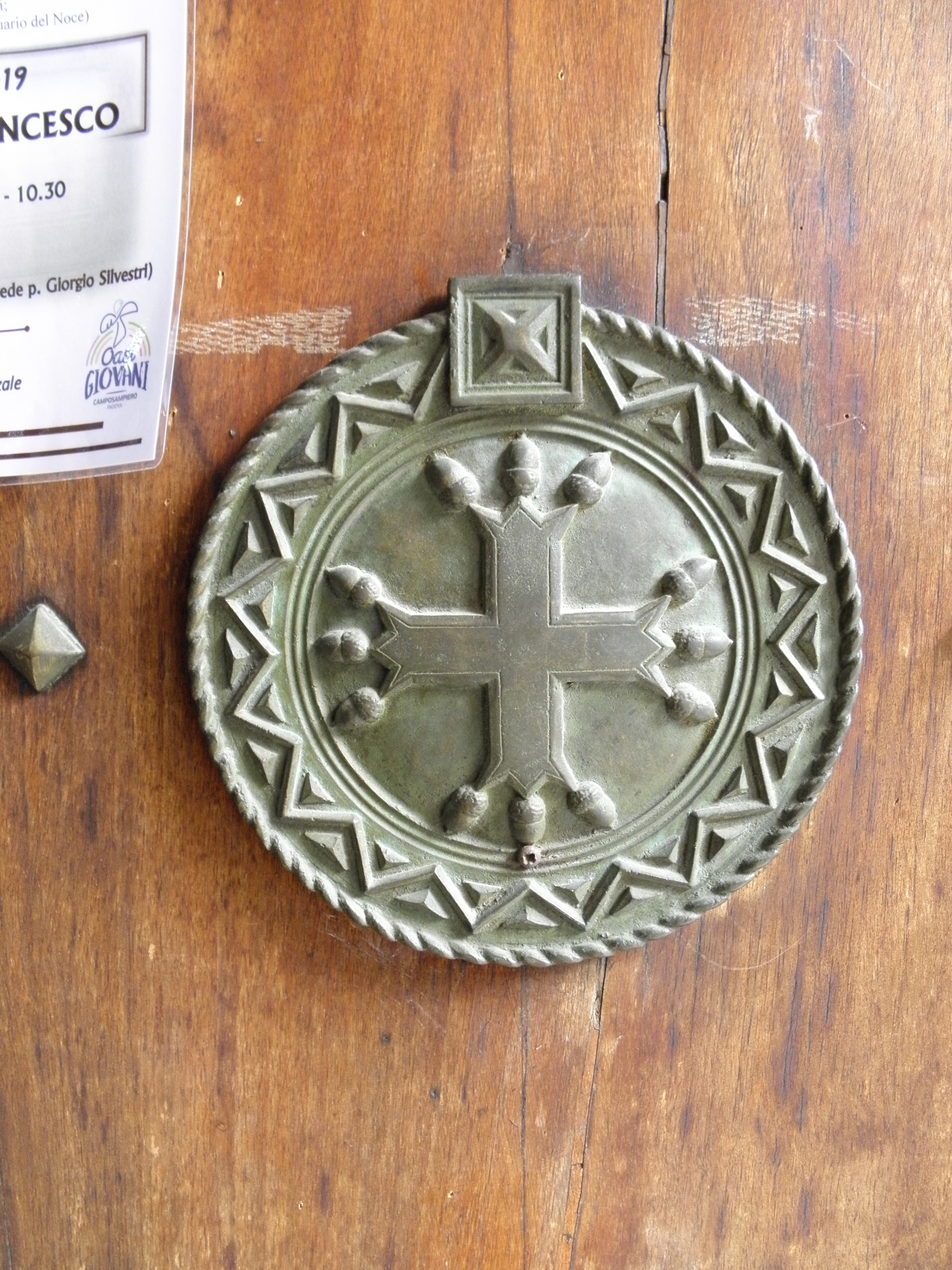
Croce antoniana (o croce ghirlandata) sul portone di ingresso

### Interno
L'interno del santuario è diviso in tre parti, rappresentanti i tre principali eventi di costruzione: l'abside, la seconda campata e la prima campata.
Quest'ultima è dedicata alla preghiera dei fedeli, mentre i frati predicano la messa nel presbiterio (prima campata e zona dell'altare).
L'abside è destinato al coro delle monache clarisse, a cui accedono tramite un passaggio coperto dal vicino monastero.
La zona dedicata ai fedeli è coperta da una volta a crociera, mentre quella dell'altare e dell'abside da volte a raggiera.
All'interno del santuario è conservata come reliquia una croce costruita con il legno del noce da cui il Santo proferiva le sue prediche.

### Affreschi
Dal punto di vista architettonico e pittorico, l'interno del santuario del noce è composto di tre parti: la zona riservata ai fedeli (prima campata), la zona dell'altare (seconda campata) e la zona absidale (aggiunta nel Novecento) e ora destinata al coro delle monache clarisse.

#### Protiro

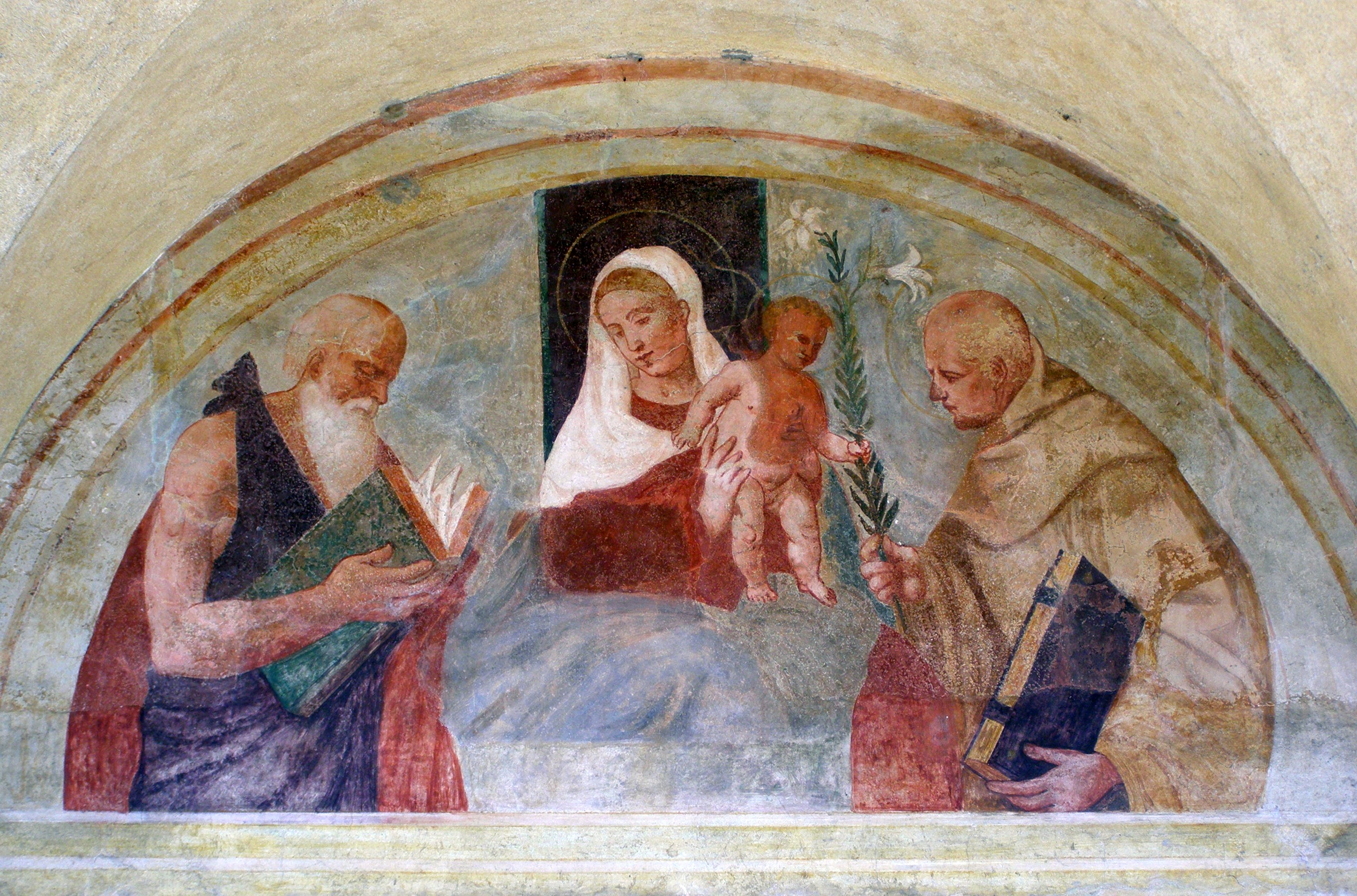
Affresco lunetta esterna (Madonna col Bambino tra i santi Girolamo e Antonio).

La lunetta esterna rappresenta la Madonna col Bambino tra San Girolamo e Sant'Antonio.
Maria e Gesù sono coinvolti nell'azione con sant'Antonio con il bambino che gioca con il giglio offerto dal Santo, san Girolamo invece non prende parte all'azione, quasi in disparte.
Autore e committente e data di realizzazione vengono associati a quelli della prima campata.
L'inusuale presenza di san Girolamo viene fatta ricondurre a un richiamo al committente Girolamo II di Camposampiero.
A inizio Novecento la lunetta verrà protetta tramite la costruzione del piccolo protiro.

#### Prima campata
Tutti gli affreschi della prima campata narrano miracoli e prodigi operati da Sant'Antonio in vita e dopo la morte.
Nella lunetta che separa prima e seconda campata è rappresentato un Cristo salvator mundi.

##### Autore e committenza
Gli affreschi sono stati attribuiti a Girolamo Tessari, detto Girolamo dal Santo, pittore padovano della prima metà del Cinquecento e sono datati 1535-1537.
Tessari è una figura minore nel panorama della pittura padovana del XVI secolo. Egli fu partecipe in tutte le imprese decorative più importanti di chiese e oratori di Padova, tra cui, la Basilica di Santa Giustina e l'Abbazia di Praglia. Girolamo Tessari fu influenzato da artisti come Tiziano, Romanino e Domenico Campagnola.
La committenza viene attribuita al nobile Girolamo II di Camposampiero che, oltre agli affreschi, avrebbe commissionato anche la pala della predica dal Noce (posta nell'abside). Il committente Girolamo Tessari sarebbe raffigurato nell'affresco del “Miracolo del Cavaliere” (nel ruolo del cavaliere disarcionato da cavallo), nel “Miracolo del riconoscimento del padre” (l'uomo sulla sinistra, vestito di verde, che ci guarda) e nella pala della predica dal Noce (l'uomo a destra in piedi, in primo piano).
Riferimento al committente sembra essere anche l'inusuale presenza dell'omonimo San Girolamo, nella lunetta esterna sempre attribuita al Tessari.

##### Significato dell'opera
L'intero ciclo di affreschi sembra interpretabile tramite due livelli di lettura.
Un livello religioso, come ex-voto, per la grazia ricevuta da Girolamo, descritta nell'affresco il “Miracolo del Cavaliere”.
Un livello politico, come segno di riconciliazione con la Repubblica di Venezia.
Venezia è presente sia nel “Miracolo del Cavaliere”, con lo sfondo su Piazza San Marco e Palazzo Ducale (sede del potere della Serenissima), sia nella pala della predica dal Noce , con il Podestà veneziano Ermolao Pisani (sulla sinistra, vestito di rosso), probabile reggente di Camposampiero a quel tempo.
Il padre di Girolamo, Nicolò II Camposampiero, nel corso dell'assedio di Padova del 1509, si schierò con la Lega di Cambrai, contro Venezia.
La vittoria di Venezia impose la fuga dei Camposampiero, portando alla cattura dei sui tre figli. I tre (fra i quali appunto Girolamo II) vennero imprigionati e liberati solo 10 anni dopo. In seguito i tre vennero riabilitati e Girolamo intraprese un'importante carriera politica nelle istituzioni della Serenissima.
In questo contesto, probabilmente, Girolamo intende ribadire pubblicamente, tramite questi affreschi, la sua fedeltà alla Serenissima.
Controfacciata
- Miracolo del cavaliere
- Miracolo del bicchiere

Parete sinistra
- Miracolo della mula
- Predica del noce
- Miracolo dell'anello
- Miracolo delle lingue

Parete destra
- Predica ai pesci
- Miracolo del piede reciso
- Miracolo del riconoscimento del padre
- Miracolo del cibo

##### Controfacciata
Miracolo del Cavaliere
Il Miracolo del Cavaliere viene riconosciuto come la rappresentazione del motivo per cui è stato creato l'intero Ciclo degli affreschi. La scena mostra in primo piano due momenti differenti dello stesso cavaliere caduto da cavallo. Sullo sfondo è raffigurata Venezia, sopra la quale compare tra le nuvole il busto di Sant'Antonio che interviene con una benedizione Post Mortem .
Miracolo del Bicchiere
L'affresco ha come protagonista l'eretico Aleardino, il quale non credeva ai miracoli di Sant'Antonio. Tutti i personaggi sono rappresentati in primo piano con vestiti da antichi romani, proprio perché gli artisti traevano ispirazione dalla civiltà greco-romana.
Sant'Antonio è ritratto sopra una torre dell'edificio con un bicchiere in mano.
Si narra che un giorno arrivò a Padova un cavaliere di nome Aleardino da Salvaterra, che da sempre aveva deriso i fedeli cattolici considerandoli ignoranti o ingenui. Mentre si trovava a tavola, i commensali cominciarono a raccontargli con grande entusiasmo dei tanti miracoli operati da Sant'Antonio, e allora lui, svuotato il suo bicchiere di vetro, disse: “Se colui che voi affermate esser Santo farà restare illeso questo bicchiere di vetro, io crederò che sia vero tutto quello che vi sforzate di farmi credere a proposito di lui”. Dalla torre scagliò con forza per terra il bicchiere che però miracolosamente non si ruppe. Anzi si dice che si ruppero le mattonelle sulle quali il bicchiere era caduto. Davanti a questo miracolo, Aleardino si convertì.

##### Parete sinistra
Miracolo della mula
Nella rappresentazione del Miracolo si moltiplicano le persone occupando ogni singolo spazio della semiluna lasciando intravedere un paesaggio in profondità. La gestualità dei corpi contribuisce alla lettura del miracolo per esempio il padrone che agita il bastone per colpire la mula. Si percepisce un tentativo di realismo attraverso i rapporti chiaroscurali, l'anatomia dei corpi e la rappresentazione dei costumi dell'epoca:il Santo indossa un prezioso piviale, diversamente sua iconografia tradizionale; e il padrone delle calze braghe divisate. L'affresco si divide in due parti: a destra Sant'Antonio con due personaggi dietro di lui, si rivolgono alla mula;mentre a sinistra si può vedere un altro gruppo di personaggi da cui spicca un uomo inginocchiato mettendo in risalto un canestro di biada. Questo personaggio assieme al padrone segue la forma della semiluna puntando il bastone verso la mula. L'autore utilizza maggiormente dei colori brillanti come il bianco, marrone e giallo/oro. L'affresco presenta una forte contrapposizione tra il bene e il male raffigurati dal Santo con l'ostia in mano e il padrone con un bastone.
Predica dal noce

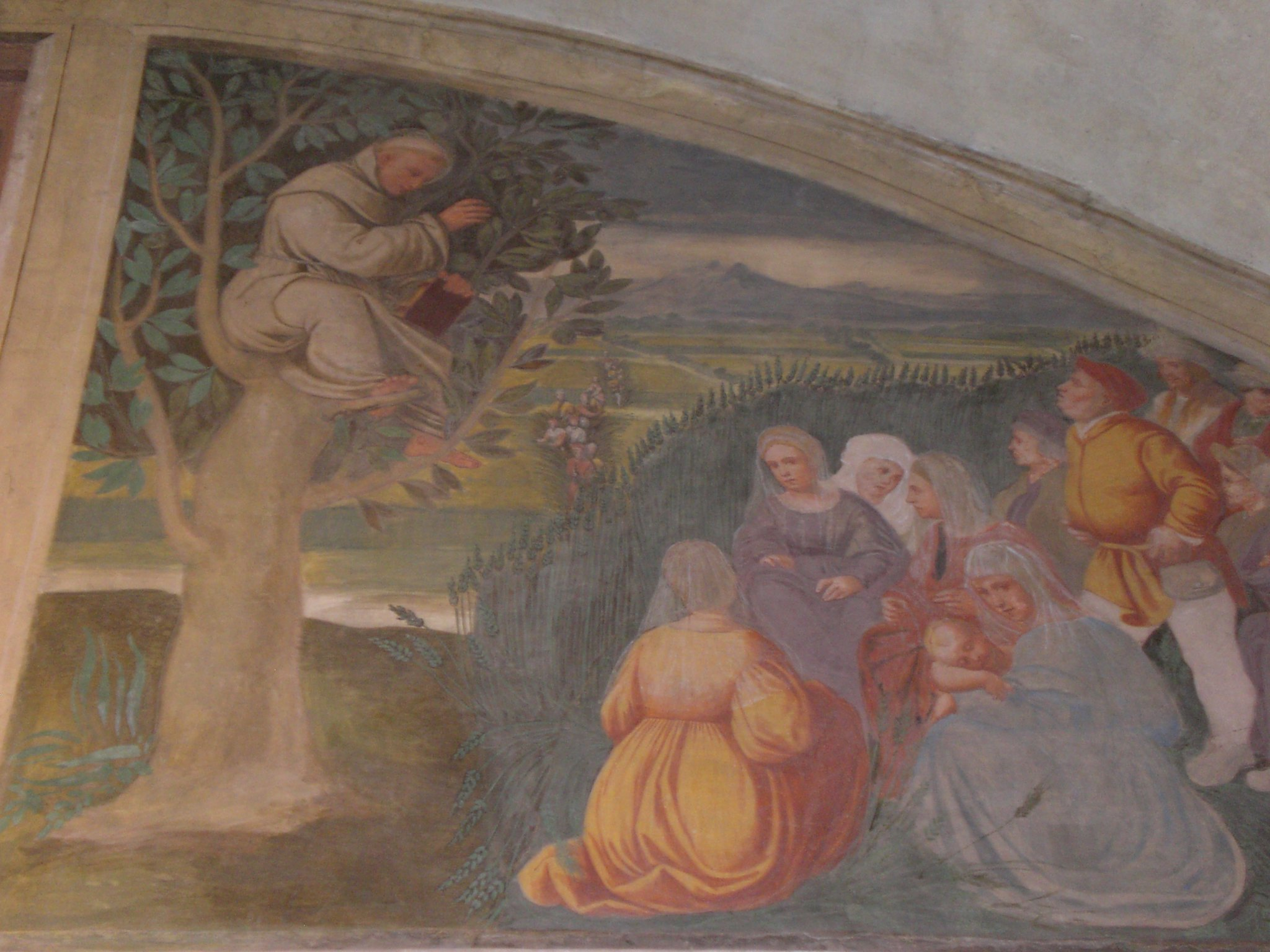
Predica dal noce o Prodigio del frumento calpestato

Il Santo, anche in questo caso, è isolato dal resto della folla ed è rappresentato a sinistra sopra un albero.Tutti i personaggi sono attenti alla parola di Sant'Antonio, anche se ognuno esprime con il suo atteggiamento una diversa partecipazione alla predica del Santo: chi si addormenta come il fanciullo in braccio alla madre, chi ne è molto coinvolto come l'uomo in piedi e chi si regge la testa un poco annoiato. Per quanto riguarda l'aspetto compositivo nell'opera sono presenti due triangoli che si intersecano a destra
All'interno del triangolo di destra è inserita una figura femminile posta di tre quarti, accovacciata che guarda lo spettatore mentre tiene tra le braccia un bambino addormentato.
La profondità prospettica è data dal paesaggio che dalla pianura si innalza verso le montagne. Sullo sfondo é presente un gruppo di fedeli che si sta avvicinando per ascoltare la parola di Sant'Antonio.
Significativa è l'indicazione del luogo dove avviene l'intera scena. Pur non essendo presenti riferimenti espliciti a Camposampiero, vi è una coincidenza fra l'orientamento della parete di questo dipinto e la corrispondente veduta del paesaggio nella realtà. Nella direzione della parete, all'esterno, si può scorgere il profilo dei monti (in particolare del Monte Grappa) come illustrato nel dipinto..
Miracolo dell'anello
Nel Miracolo dell'anello, molto danneggiato, manca totalmente un percorso narrativo.
L'affresco si presenta diviso in due episodi ambientati in due luoghi differenti; a sinistra si nota un vascello nel mare che rimanda alla scena principale di destra, ambientata in un monastero. Le piccole figure dei frati, sulla parte destra in alto, sembrano non appartenente ad uno spazio preciso. Nonostante lo stato di degrado dell'affresco, in secondo piano è rappresentato nei minimi dettagli un altare davanti al quale vi è un sacerdote.
Questo riquadro probabilmente è stato l'ultimo dei dieci ad essere realizzato, dopo un probabile abbandono del cantiere da parte del Maestro.
Miracolo delle lingue
Il Miracolo delle lingue, che descrive il momento in cui Sant'Antonio, si fa comprendere da tutta l'assemblea nel proprio idioma natio.
Nell'affresco è rappresentato un secondo piano una schiera di cardinali con al centro il Papa.
Per quanto riguarda la prospettiva su nota la bravura di Girolamo nel rappresentare il baldacchino circolare, la croce retta dal chierico a sinistra e le finestre nella parete di destra.
Anche questo riquadro presenta comunque una perdita di qualità stilistica e tecnica, rispetto al resto del ciclo facendo supporre un intervento degli allievi del Maestro.

##### Parete destra
Predica ai pesci:

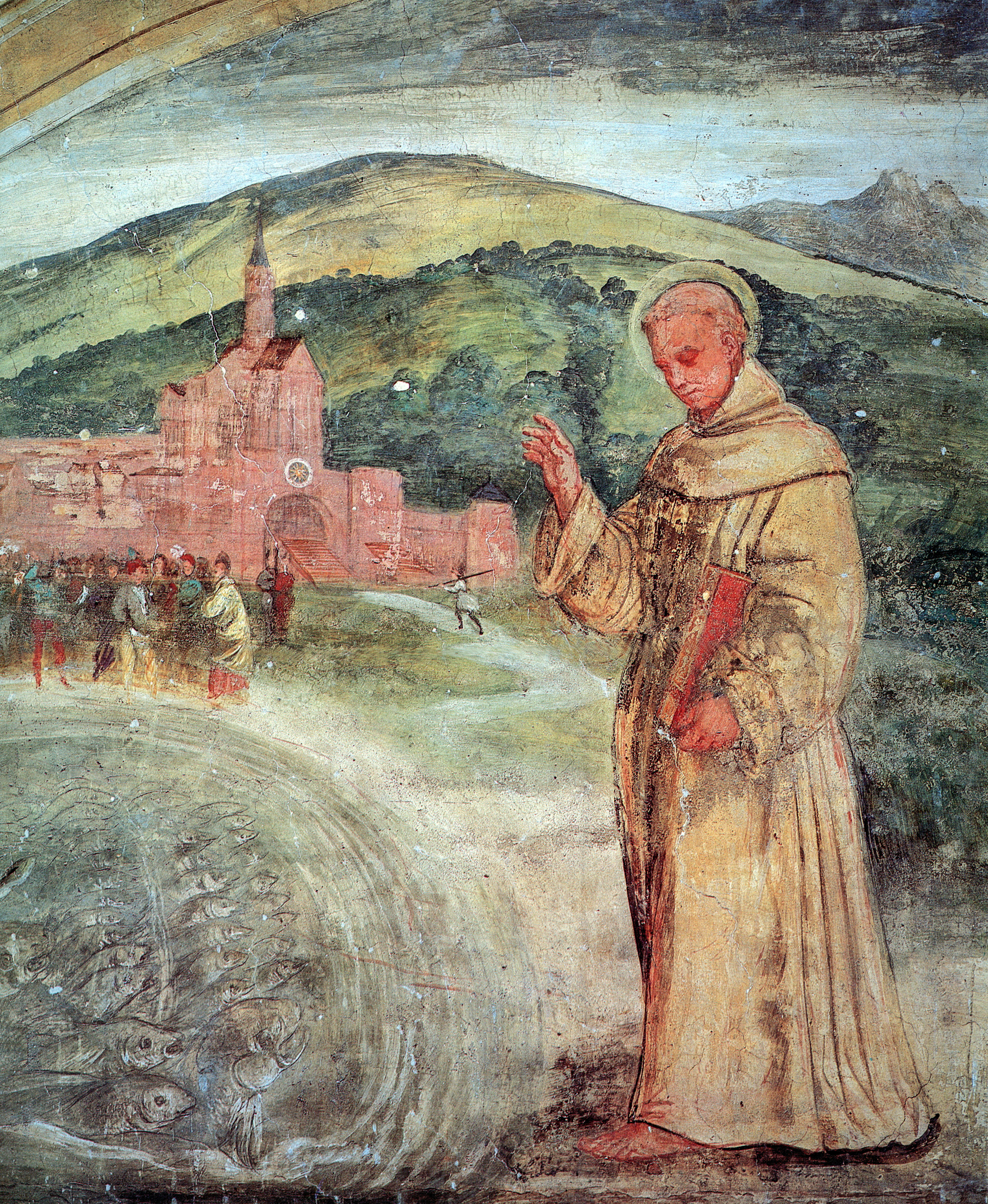
Predica ai pesci

Nel primo riquadro si trova la predica di Rimini ai pesci. Il Santo si reca nella città per predicare, ma non trova nessuno disposto ad ascoltarlo. Per questo motivo si avvicina alla riva del mare e inizia a parlare con i pesci che affiorano dalle acque per sentire le sue parole.
Sant'Antonio appare isolato, emarginato, in una solitudine che da una parte ne accentua l'umanità, ma dall'altra lo eleva rispetto gli uomini,che si trovano in secondo piano. Essi parlano tra di loro fuori da una piccola città in territorio collinare, e con accenni montuosi.
Nell'opera si percepisce il rapporto di equilibrio tra il Santo e la Natura attraverso l'altezza del campanile e della chiesa, che sono più grandi rispetto alle case che li circondano.
I temi che prevalgono da questo affresco sono: la solitudine, l'incomprensione, ma nonostante questo la piccola folla sullo sfondo discute animatamente e svolge attività quotidiane differenti.
Miracolo del piede reciso
L'episodio rappresentato in questo affresco descrive la storia di un giovane che, dopo aver colpito la madre con un calcio, si amputa il Piede in segno di pentimento.
In questo affresco è presente un nuovo elemento: la rappresentazione della scena antecedente, in alto a destra, assieme alla scena presente, in primo piano.
Oltre alle due scene presenti è raffigurato anche un bambino che ciba un cagnolino che simboleggia l'innocenza infantile.
L'ambiente della storia è essenziale, piuttosto spoglio, sulla parete di fondo si apre una finestra che amplifica la profondità prospettica attraverso un paesaggio collinare che si perde sfumando verso l'infinito.
In primo piano, al centro, il santo che sta compiendo il miracolo ha di fronte il giovane, assistito dalla madre e da un uomo con la barba.
Antonio è leggermente inclinato in avanti, preso dall'azione miracolosa che sta compiendo, mentre gli altri personaggi fanno corpo unico a sinistra della composizione.
Miracolo del riconoscimento del padre
Il miracolo del riconoscimento del padre viene riconosciuta essere l'opera qualitativamente più significativa di tutto il ciclo.
L'affresco rappresenta l'intervento di Sant'Antonio presso il Marchese di Ferrara che, sospettando che la moglie avesse commesso adulterio, negava la paternità al proprio figlio.
Su invito del Santo, il neonato cominciò miracolosamente a parlare e indicando il Marchese riconobbe il proprio padre. All'interno dell'affresco sono presenti due bambini che giocano sotto al pulpito da cui predica. Accanto vi è una donna in disparte avvolta da un mantello. Notevoli le rappresentazioni delle vesti rigonfie e ricche di panneggi.
Molto naturalismo è dato dalla figura maschile sulla sinistra la quale si colloca più esternamente rispetto alle altre fino a superare i limiti del dipinto. Il soggetto infatti con la gamba destra si appoggia alla cornice mentre si sorregge con quella sinistra sul gradino dell'architettura interna.
Predica del cibo
In questo riquadro viene rappresentato Sant'Antonio partecipa ad un banchetto, durante il quale gli viene offerto del cibo avvelenato. il Santo, lo benedice e lo mangia senza subire alcuna conseguenza. Il repertorio iconografico a cui Girolamo poteva attingere era molto vasto, ma l'ispirazione tematica fondamentale fu probabilmente 'l'Ultima Cena' che segue l'iconografia classica dove pone Cristo al centro e i commensali attorno a un tavolo. L'autore colloca il soggetto principale, ovvero il Santo che sta benedicendo il cibo, all'estrema destra di profilo, mentre gli altri commensali sono posizionati frontalmente a chi guarda. Durante la benedizione il padrone di casa in silenzio osserva, preoccupato di essere scoperto del suo tentato avvelenamento. Alla destra del padrone sono raffigurati due uomini barbuti che fingono di ignorare ciò che sta accadendo; mentre un terzo uomo, si rivolge alla serva in piedi, quasi fuori dalla scena, costretta ad una torcere il busto e la testa per rispondere gli ordini.
Accanto alla serva è raffigurato un uomo che indica il cibo. Davanti a sé si nota un nano ed una scimmia accovacciata che guarda lo spettatore. L'opera è costruita da una piramide rovesciata che unisce Sant'Antonio, l'uomo che indica il cibo e la scimmia.
L'animale è l'incarnazione del male del demonio che si insinua tra gli uomini e li tenta.

#### Seconda campata
La seconda campata si caratterizza per una volta a ombrella decorata da 11 lunette rappresentanti beati, al di sotto delle quali è presente un lungo fregio decorativo in stile rinascimentale, in cui si alternano un motivo vegetale e visi di angioletti, realizzato con la tecnica dell'affresco. Il fregio corre fino alla zona dell'arcata a sesto acuto che dà sull'altare. Lo stile è riconducibile al rinascimento maturo per quanto riguarda l'utilizzo della luce e per la scelta di rappresentare i beati a mezzo busto.

##### Autore e committenza
Gli affreschi vengono generalmente attribuiti allo stesso Girolamo del Santo, forse in questo caso, con un ruolo maggiore svolto dai suoi collaboratori.
Le opere sono attribuibili allo stesso periodo di quelle della prima campata (1535-1537).
Per le tematiche rappresentate (Santi e Beati) e le modalità rappresentative più didascaliche, si assume però una committenza diversa, più religiosa.
Probabilmente questa sezione venne affidata al Tessari dai frati stessi, approfittando della presenza in loco del maestro e dei suoi collaboratori, al tempo della realizzazione delle opere della prima campata.
Le 11 lunette contengono rappresentazioni di:
1. Beato Bernardino da Feltre
Un presbitero e francescano italiano appartenente all'ordine dei frati minori osservanti. Viene rappresentato con la mano destra alzata a indicare il cristogramma IHS.
2. Beato Luca da Padova
Fu discepolo e compagno di Sant'Antonio, è qui rappresentato con la mano destra benedicente alzata come per rivolgersi ai fedeli.
3. San Daniele e compagni martiri
Il santo è raffigurato assieme ai compagni martiri mentre tiene in mano una Scrittura Sacra posta al centro del dipinto.
4. Beato Giacomo da Padova
Il Santo spesso rappresentato con la mano appoggiata al petto indicando il suo sentimento di fede. Le fiamme sullo sfondo alludono alle fiamme della Fede.
5. San Giovanni Battista
Il Santo è spesso rappresentato con capelli spettinati, il volto emaciato e la tunica con le maniche strappate a ricordare la penitenza che ha condotto nel deserto. Con mano destra impugna un lungo bastone da viandante sormontato da una piccola croce, mentre con la mano sinistra sostiene un agnello (Agnus Dei), simbolo del sacrificio di Cristo. L'agnello è a sua volta appoggiato sopra una Scrittura Sacra.
6. San Giuseppe
Il santo è rappresentato con in mano una verga fiorita; infatti, secondo la tradizione, qualcuno si prese gioco di lui scoprendo che Maria era incinta, ma non per opera sua; allora lo sfidò: se davvero era stato un angelo il suo bastone sarebbe fiorito. E così avvenne. La verga rimanda al miracolo della verga fiorita. Quando fu tempo di scegliere un marito per Maria il sommo sacerdote convocò tutti i giovani al tempio, dicendo loro di portare una verga e avvenne così che Giuseppe, insieme ai giovani, portò una verga. Le verghe vennero poste nella parte più interna del tempio. Il giorno dopo, quando il sommo sacerdote andò a ritirarle, sembrò non essere apparso un segno da nessuna verga. Entrato tuttavia di nuovo, un angelo gli fece notare una verga piccolissima che non era stata notata: la verga di Giuseppe, il più vecchio tra i giovani. Non appena Giuseppe tese la mano e ricevette la sua verga, dalla cima uscì fuori una colomba più bianca della neve e straordinariamente bella: Giuseppe era stato scelto come marito di Maria.
7. Beato Giacomo Ongarello da Padova
Il beato è rappresentato con un libro tenuto nella mano destra, mentre l'altra mano non è riconoscibile a causa del deterioramento del dipinto.
8. San Berardo e compagni protomartiri
Raffigurato al centro di un gruppo di protomartiri con un libro in mano, il santo si rivolge allo spettatore, portando l'attenzione di chi guarda alle Sacre Scritture. I protomartiri che lo circondano sono stati decapitati in Marocco perché predicavano il Vangelo nonostante il divieto, ecco perché quello a sinistra viene rappresentato trafitto da una da una lancia.
9. Beato Damiano Conti da Padova
Fu un sacerdote francescano osservante, predicatore e scrittore spirituale. Per false accuse fu condannato al carcere conventuale. Tutti lo consideravano già santo ancor prima della sua morte per il suo amore per la povertà e la sua umiltà e la sua pazienza.
10. Beato Cherubino da Spoleto
Viene rappresentato da vecchio con una tunica bianca.
11. Beato Michele da Milano, San Giacomo de la Marca e San Giovanni da Capestrano
Beato Michele: scrisse opere di teologia pastorale, infatti viene rappresentato con un libro in mano.
San Giacomo de la Marca: è raffigurato vestito del saio francescano, la mano destra regge una lanterna, che potrebbe rappresentare la luce della Fede, la mano sinistra sorregge un libro, elemento che rimanda alla sua dedizione allo studio.
San Giovanni da Capestrano: fu un frate francescano, anche lui è rappresentato mentre sorregge un libro.

#### Abside
L'intera abside venne ricostruita nel corso degli interventi del 1905.
La volta della zona absidale è composta da vele che presentano clipei (elementi circolari decorativi di origine latina), raffiguranti angioletti monocromi.